# Segunda División de España 1935-36
La temporada 1935–36 de la Segunda División de España de fútbol corresponde a la 8.ª edición del campeonato y se disputó entre el 10 de noviembre de 1935 y el 19 de abril de 1936.
Este campeonato, que mantuvo el sistema del año anterior, fue el último celebrado antes de la guerra civil española, que paralizó las competiciones profesionales de fútbol nacionales durante los tres años del conflicto. Se añadió un cambio con respecto a la temporada 1934-35, ya que en esta descenderían los dos últimos clubes de cada grupo. Sin embargo, muchos de esos descensos quedaron inactivos en 1939, ya que la Federación Española tenía que reestructurar todo el campeonato para intentar volver a la normalidad en su funcionamiento.
El campeón de Segunda esa temporada fue el Club Celta de Vigo.

## Sistema de competición
La Segunda División de España 1935/36 fue organizada por la Federación Española de Fútbol (FEF).
El campeonato contó con la participación de 24 clubes y se desarrolló en dos fases. En la primera fase se formaron tres grupos de ocho equipos, agrupándose por criterios de proximidad geográfica. Esta primera fase de disputó siguiendo un sistema de liga, de modo que los ocho equipos de cada grupo se enfrentaron entre sí, todos contra todos en dos ocasiones -una en campo propio y otra en campo contrario- sumando un total de 14 jornadas. El orden de los encuentros se decidió por sorteo antes de empezar la competición.
Se estableció una clasificación con arreglo a los puntos obtenidos en cada enfrentamiento, a razón de dos por partido ganado, uno por empatado y ninguno en caso de derrota. En caso de empate a puntos entre dos o más clubes en la clasificación, se tuvo en cuenta el mayor cociente de goles. 
Los dos primeros clasificados de cada grupo pasaron a la segunda fase, consistente en una liguilla, disputada también a doble partido. Se aplicaron los mismos criterios de puntuación que en la primera fase. Los dos primeros clasificados al término de las diez jornadas lograron el ascenso a Primera División para la próxima temporada.

## Clubes participantes
| Datos de ascensos y descensos con respecto a la temporada anterior |
| --- |
| Donostia FC y Arenas Club descienden de Primera División. Hércules FC y Atlético Osasuna ascienden a Primera División. CD Logroño, Racing de Ferrol y Sport Club La Plana pierden la categoría. SCD Mirandilla, Unión Sporting Club y Xerez FC ascienden a Segunda División. |

### Grupo I
| Equipo                            | Ciudad     | Estadio          |
| --------------------------------- | ---------- | ---------------- |
| Club Celta de Vigo                | Vigo       | Balaídos         |
| Club Deportivo Coruña             | La Coruña  | Riazor           |
| Club Deportivo Nacional de Madrid | Madrid     | El Parral        |
| Sporting de Gijón                 | Gijón      | El Molinón       |
| Stadium Club Avilesino            | Avilés     | Las Arobias      |
| Unión Sporting Club               | Vigo       | Campo da Florida |
| Club Valladolid Deportivo         | Valladolid | Sociedad Taurina |
| Zaragoza Fútbol Club              | Zaragoza   | Torrero          |

### Grupo II
| Equipo                                | Ciudad        | Estadio      |
| ------------------------------------- | ------------- | ------------ |
| Arenas Club                           | Guecho        | Ibaiondo     |
| Fútbol Club Badalona                  | Badalona      | Sant Adrià   |
| Baracaldo Fútbol Club                 | Baracaldo     | Lasesarre    |
| Donostia Fútbol Club                  | San Sebastián | Atocha       |
| Gerona Fútbol Club                    | Gerona        | Vista Alegre |
| Club Esportiu Júpiter                 | Barcelona     | Lope de Vega |
| Centro de Sports Sabadell Fútbol Club | Sabadell      | Creu Alta    |
| Unión Club de Irún                    | Irún          | Stadium Gal  |

### Grupo III
| Equipo                                               | Ciudad               | Estadio          |
| ---------------------------------------------------- | -------------------- | ---------------- |
| Elche Fútbol Club                                    | Elche                | Altabix          |
| Gimnástico Fútbol Club                               | Valencia             | Vallejo          |
| Levante Fútbol Club                                  | Valencia             | Hondo del Grao   |
| Club Deportivo Malacitano                            | Málaga               | Baños del Carmen |
| Sociedad Cultural y Deportiva Mirandilla Fútbol Club | Cádiz                | Mirandilla       |
| Murcia Fútbol Club                                   | Murcia               | La Condomina     |
| Club Recreativo Granada                              | Granada              | Los Cármenes     |
| Xerez Fútbol Club                                    | Jerez de la Frontera | Estadio Domecq   |

## Primera fase

### Grupo I

#### Clasificación
| Pos. | Equipo                       | Pts. | PJ | G | E | P  | GF | GC | Dif. | Clasificación            |
| ---- | ---------------------------- | ---- | -- | - | - | -- | -- | -- | ---- | ------------------------ |
| 1    | Club Celta de Vigo           | 18   | 14 | 8 | 2 | 4  | 43 | 24 | +19  | Clasificado a Fase final |
| 2    | Zaragoza F. C.               | 18   | 14 | 7 | 4 | 3  | 30 | 11 | +19  | Clasificado a Fase final |
| 3    | Sporting de Gijón            | 16   | 14 | 6 | 4 | 4  | 32 | 26 | +6   |                          |
| 4    | Valladolid Deportivo         | 15   | 14 | 6 | 3 | 5  | 31 | 26 | +5   |                          |
| 5    | Stadium Avilesino            | 14   | 14 | 6 | 2 | 6  | 26 | 41 | −15  |                          |
| 6    | C. D. Nacional de Madrid (D) | 13   | 14 | 6 | 1 | 7  | 34 | 27 | +7   | Descenso a Regional      |
| 7    | C. D. Coruña                 | 11   | 14 | 4 | 3 | 7  | 19 | 35 | −16  |                          |
| 8    | Unión Sp. C. (D)             | 7    | 14 | 3 | 1 | 10 | 26 | 51 | −25  | Descenso a Regional      |

 Fuente: BDFutbol
Criterios de clasificación: Puntos · Diferencia de goles · Goles a favor · Play-off
Notas:
1. ↑  El C. D. Nacional de Madrid fue disuelto en 1939 tras la Guerra Civil Española, por lo que su plaza en Segunda División fue ocupada por el C. D. Coruña, que originalmente debía perder la categoría al finalizar la temporada 1935-36.

#### Resultados
| Local \ Visitante        | CEL | DEP | NAC | SPO | STA | USC | VLD | ZAR |
| ------------------------ | --- | --- | --- | --- | --- | --- | --- | --- |
| Club Celta de Vigo       | —   | 5–0 | 5–2 | 2–1 | 6–3 | 6–1 | 8–1 | 2–1 |
| C. D. Coruña             | 2–1 | —   | 2–2 | 0–3 | 3–1 | 4–1 | 2–1 | 0–0 |
| C. D. Nacional de Madrid | 5–1 | 4–0 | —   | 5–1 | 5–0 | 3–0 | 0–1 | 0–1 |
| Sporting de Gijón        | 1–1 | 2–2 | 3–2 | —   | 1–1 | 6–0 | 2–0 | 3–0 |
| Stadium Avilesino        | 2–1 | 2–0 | 5–1 | 2–4 | —   | 2–1 | 1–1 | 2–1 |
| Unión S. C.              | 2–3 | 5–3 | 3–4 | 5–3 | 2–5 | —   | 4–2 | 0–0 |
| Valladolid Deportivo     | 2–1 | 5–0 | 2–1 | 2–2 | 9–0 | 4–1 | —   | 1–1 |
| Zaragoza F. C.           | 1–1 | 3–1 | 3–0 | 4–0 | 6–0 | 6–1 | 3–0 | —   |

### Grupo II

#### Clasificación
| Pos. | Equipo               | Pts. | PJ | G  | E | P | GF | GC | Dif. | Clasificación            |
| ---- | -------------------- | ---- | -- | -- | - | - | -- | -- | ---- | ------------------------ |
| 1    | Girona F. C.         | 21   | 14 | 10 | 1 | 3 | 33 | 13 | +20  | Clasificado a Fase final |
| 2    | Arenas Club          | 20   | 14 | 9  | 2 | 3 | 33 | 28 | +5   | Clasificado a Fase final |
| 3    | Baracaldo F. C.      | 17   | 14 | 8  | 1 | 5 | 32 | 24 | +8   |                          |
| 4    | F. C. Badalona       | 12   | 14 | 5  | 2 | 7 | 25 | 29 | −4   |                          |
| 5    | C. S. Sabadell F. C. | 12   | 14 | 5  | 2 | 7 | 25 | 26 | −1   |                          |
| 6    | Donostia F. C.       | 12   | 14 | 5  | 2 | 7 | 24 | 34 | −10  |                          |
| 7    | C. E. Júpiter (D)    | 10   | 14 | 4  | 2 | 8 | 23 | 35 | −12  | Descenso a Regional      |
| 8    | Unión Club de Irún   | 8    | 14 | 3  | 2 | 9 | 22 | 28 | −6   |                          |

 Fuente: BDFutbol
Criterios de clasificación: Puntos · Diferencia de goles · Goles a favor · Play-off

#### Resultados
| Local \ Visitante    | ARE | BAD | BAR | DON | GIR | JUP | SAB | UNI |
| -------------------- | --- | --- | --- | --- | --- | --- | --- | --- |
| Arenas Club          | —   | 1–0 | 2–4 | 2–0 | 3–1 | 5–3 | 2–2 | 3–0 |
| F. C. Badalona       | 2–5 | —   | 6–2 | 3–1 | 1–2 | 4–2 | 3–0 | 2–1 |
| Baracaldo F. C.      | 1–2 | 1–0 | —   | 7–0 | 3–0 | 1–0 | 2–0 | 2–2 |
| Donostia F. C.       | 2–3 | 2–2 | 5–1 | —   | 3–2 | 3–2 | 4–2 | 2–1 |
| Girona F. C.         | 4–0 | 5–0 | 3–2 | 2–0 | —   | 4–0 | 0–0 | 2–0 |
| C. E. Júpiter        | 1–1 | 4–1 | 3–1 | 0–0 | 0–3 | —   | 3–2 | 4–1 |
| C. S. Sabadell F. C. | 6–1 | 2–0 | 1–3 | 4–2 | 0–2 | 3–0 | —   | 3–1 |
| Unión Club de Irún   | 2–3 | 1–1 | 0–2 | 3–0 | 1–3 | 6–1 | 3–0 | —   |

### Grupo III

#### Clasificación
| Pos. | Equipo                    | Pts. | PJ | G  | E | P | GF | GC | Dif. | Clasificación            |
| ---- | ------------------------- | ---- | -- | -- | - | - | -- | -- | ---- | ------------------------ |
| 1    | Murcia F. C.              | 21   | 14 | 10 | 1 | 3 | 29 | 15 | +14  | Clasificado a Fase final |
| 2    | Xerez F. C.               | 18   | 14 | 8  | 2 | 4 | 25 | 13 | +12  | Clasificado a Fase final |
| 3    | Levante F. C.             | 16   | 14 | 7  | 2 | 5 | 35 | 22 | +13  |                          |
| 4    | Gimnástico F. C.          | 13   | 14 | 4  | 5 | 5 | 18 | 20 | −2   |                          |
| 5    | C. D. Malacitano          | 12   | 14 | 6  | 0 | 8 | 21 | 22 | −1   |                          |
| 6    | Recreativo Granada        | 11   | 14 | 4  | 3 | 7 | 20 | 23 | −3   |                          |
| 7    | S. C. D. Mirandilla F. C. | 11   | 14 | 5  | 1 | 8 | 22 | 30 | −8   |                          |
| 8    | Elche F. C.               | 10   | 14 | 4  | 2 | 8 | 19 | 44 | −25  |                          |

 Fuente: BDFutbol
Criterios de clasificación: Puntos · Diferencia de goles · Goles a favor · Play-off

#### Resultados
| Local \ Visitante         | ELC | GIM | LEV | MAL | MIR | MUR | RCG | XER |
| ------------------------- | --- | --- | --- | --- | --- | --- | --- | --- |
| Elche F. C.               | —   | 2–2 | 5–4 | 3–1 | 3–1 | 2–4 | 1–0 | 1–1 |
| Gimnástico F. C.          | 1–0 | —   | 1–1 | 2–0 | 2–0 | 1–1 | 4–1 | 1–1 |
| Levante F. C.             | 5–1 | 2–1 | —   | 1–0 | 7–2 | 4–0 | 3–1 | 2–0 |
| C. D. Malacitano          | 4–1 | 4–2 | 3–2 | —   | 4–1 | 0–1 | 2–1 | 2–1 |
| S. C. D. Mirandilla F. C. | 6–0 | 3–1 | 2–1 | 1–0 | —   | 0–1 | 2–2 | 2–1 |
| Murcia F. C.              | 7–0 | 3–0 | 2–0 | 2–0 | 4–1 | —   | 2–1 | 2–0 |
| Recreativo Granada        | 3–0 | 0–0 | 2–2 | 2–0 | 2–1 | 4–0 | —   | 0–1 |
| Xerez F. C.               | 5–0 | 2–0 | 2–1 | 2–1 | 2–0 | 2–0 | 5–1 | —   |

## Fase final

### Clasificación
| Pos. | Equipo                    | Pts. | PJ | G | E | P | GF | GC | Dif. | Clasificación              |
| ---- | ------------------------- | ---- | -- | - | - | - | -- | -- | ---- | -------------------------- |
| 1    | Club Celta de Vigo (C, A) | 13   | 10 | 6 | 1 | 3 | 29 | 12 | +17  | Ascenso a Primera División |
| 2    | Zaragoza F. C. (A)        | 13   | 10 | 6 | 1 | 3 | 19 | 16 | +3   | Ascenso a Primera División |
| 3    | Arenas Club               | 11   | 10 | 5 | 1 | 4 | 16 | 13 | +3   |                            |
| 4    | Murcia F. C.              | 9    | 10 | 3 | 3 | 4 | 11 | 12 | −1   |                            |
| 5    | Girona F. C.              | 7    | 10 | 2 | 3 | 5 | 8  | 20 | −12  |                            |
| 6    | Xerez F. C.               | 7    | 10 | 3 | 1 | 6 | 17 | 27 | −10  |                            |

 Fuente: BDFutbol
Criterios de clasificación: Puntos · Diferencia de goles · Goles a favor · Play-off

### Resultados
| Local \ Visitante  | ARE | CEL | GIR | MUR | XER | ZAR |
| ------------------ | --- | --- | --- | --- | --- | --- |
| Arenas Club        | —   | 5–1 | 3–0 | 1–0 | 4–1 | 2–0 |
| Club Celta de Vigo | 6–1 | —   | 3–0 | 2–0 | 5–0 | 7–0 |
| Girona F. C.       | 0–0 | 2–0 | —   | 1–1 | 2–1 | 0–2 |
| Murcia F. C.       | 1–0 | 1–1 | 2–0 | —   | 5–2 | 1–1 |
| Xerez F. C.        | 3–0 | 1–3 | 3–3 | 1–0 | —   | 4–0 |
| Zaragoza F. C.     | 1–0 | 2–1 | 5–0 | 3–0 | 5–1 | —   |

## Resumen
Campeón de Segunda División:
| - Club Celta de Vigo |

Ascienden a Primera División:
| - Club Celta de Vigo | - Zaragoza FC |

Pierden la categoría: 
| - Club Esportiu Júpiter | - Club Deportivo Nacional de Madrid | - Unión Sporting Club |

Los descensos fueron gestionados en 1939 por la Federación Española.